# Destroy Erase Improve
Destroy Erase Improve — другий студійний альбом шведського метал-гурту Meshuggah.

## Список композицій
| #   | Назва                                          | Автор слів        | Автор музики         | Тривалість |
| --- | ---------------------------------------------- | ----------------- | -------------------- | ---------- |
| 1.  | «Future Breed Machine»                         | Гааке             | Тордендаль           | 5:48       |
| 2.  | «Beneath»                                      | Гааке             | Тордендаль           | 5:38       |
| 3.  | «Soul Burn»                                    | Гааке             | Гааке, Тордендаль    | 5:17       |
| 4.  | «Transfixion»                                  | Гааке             | Гаґстрем, Тордендаль | 3:33       |
| 5.  | «Vanished»                                     | Гааке             | Тордендаль           | 5:04       |
| 6.  | «Acrid Placidity»                              | (Інструментальна) | Гаґстрем             | 3:15       |
| 7.  | «Inside What's Within Behind»                  | Гааке             | Кідман, Тордендаль   | 4:30       |
| 8.  | «Terminal Illusions»                           | Кідман            | Тордендаль           | 3:47       |
| 9.  | «Suffer in Truth»                              | Кідман            | Кідман               | 4:19       |
| 10. | «Sublevels»                                    | Гааке             | Тордендаль           | 5:14       |
| 11. | «Humiliative» (Японський бонус-трек)           | Гааке             | Кідман, Тордендаль   |            |
| 12. | «Ritual» (Японський бонус-трек)                | Кідман            | Кідман               |            |
| 13. | «Gods of Rapture» (Live, Японський бонус-трек) | Гааке             | Тордендаль           |            |

## Учасники запису
- Єнс Кідман — вокал
- Фредрік Тордендал — соло-гітара, ритм-гітара, синтезатори
- Мортен Гаґстрем — ритм-гітара
- Томас Гааке — ударні, голоси
- Петер Нордін — бас-гітара